# Raionul Lozova, Harkov
Lozova (în ucraineană Лозівський район, transliterat: Lozivskîi raion) este un raion în regiunea Harkiv, Ucraina. Are reședința la [[{{{2}}}]]⁠(Q889630)[traduceți].
Are o suprafață de 4.025,9 km². Populația este de 154.600 locuitori, determinată în 2020.